# Парламентские выборы в Люксембурге (1994)
Парламентские выборы в Люксембурге прошли 12 июня 1994 года одновременно с выборами в Европейский парламент. На них на 5-летний срок были избраны 60 членов Палаты депутатов Люксембурга.
В результате выборов правящая Христианско-социальная народная партия получила 21 место и вновь стала крупнейшей парламентской партией, создав коалицию с ЛСРП.

## Результаты
Результаты парламентских выборов в Люксембурге 12 июня 1994
| Партия                               | Партия                                                                 | Голоса  | %*   | Места | Изменение |
| ------------------------------------ | ---------------------------------------------------------------------- | ------- | ---- | ----- | --------- |
|                                      | Христианско-социальная народная партия                                 | 887,651 | 30.3 | 21    | –1        |
|                                      | Люксембургская социалистическая рабочая партия                         | 797,450 | 25.4 | 17    | –1        |
|                                      | Демократическая партия                                                 | 548,246 | 19.3 | 12    | +1        |
|                                      | Зелёный список Экологическая инициатива– Зелёная альтернативная партия | 303,991 | 9.9  | 5     | +1        |
|                                      | Комитет действия за демократию и справедливые пенсии                   | 244,045 | 9.0  | 5     | +1        |
|                                      | Национальное движение                                                  | 82,851  | 2.6  | 0     | 0         |
|                                      | Коммунистическая партия Люксембурга                                    | 57,646  | 1.7  | 0     | –1        |
|                                      | Новые левые                                                            | 25,940  | 0.7  | 0     | новая     |
|                                      | Нейтральная и независимая партия прав человека                         | 18,843  | 0.5  | 0     | новая     |
|                                      | Люксембургская суверенная группа                                       | 16,160  | 0.5  | 0     | новая     |
|                                      | Прочие партии                                                          | 4,910   | 0.1  | 0     | –         |
| Недействительных/пустых бюллетеней   | Недействительных/пустых бюллетеней                                     | 12,448  | –    | –     | –         |
| Всего                                | Всего                                                                  | 191,724 | 100  | 60    | 0         |
| Зарегистрированных избирателей*/Явка | Зарегистрированных избирателей*/Явка                                   | 217,131 | 88.3 | –     | –         |
| Источник: Nohlen & Stöver            |                                                                        |         |      |       |           |

* Доля голосов не соответствует количеству поданных голосов, так как избиратели из различных округов имеют различное количество бюллетеней. Доля голосов рассчитывается на основе пропорции голосов в каждом отдельном округе.